# Place of Angels
"Place of Angels" is de 23e aflevering van de televisieserie Captain Scarlet and the Mysterons, een sciencefictionserie waarin gebruikgemaakt wordt van de poppenspeltechniek supermarionation. De aflevering werd voor het eerst uitgezonden op ATV Midlands in Engeland op 8 maart 1968. Qua productievolgorde was dit echter de 21e aflevering.

## Verhaal
In een Bacteriologisch onderzoekscentrum vlak bij Manchester, Engeland, activeren Dr. Denton en zijn assistente Judith Chapman een cultuur van het K14-virus, dat in staat is om miljoenen mensen te doden. Denton stopt het buisje met het virus in een kluis voor meer testen de volgende dag, en Chapman verlaat het gebouw. Captain Black wacht haar echter op in een truck. Hij vertrekt net voordat zij dat doet, en stopt zijn truck een stuk verderop. Chapman kan niet op tijd remmen en botst tegen de truck, met fatale gevolgen. De Mysteronringen verschijnen en reconstrueren de vrouw.
Via een radiobericht laten de Mysterons weten dat ze de “Plaats der engelen”(place of the angels)” zullen vernietigen. Het Cloudbasepersoneel staat wederom versteld van deze nietszeggende boodschap.
De Mysteron-Chapman keert de volgende morgen terug naar het onderzoekscentrum. In het laboratorium wordt de kluis met het K14-virus geopend door de Mysteronringen.
In Cloudbase vraagt Blue zich af of de Mysterons het misschien hebben voorzien op de woonplaatsen van de Spectrum Angels. Lieutenant Green wordt gecontacteerd door het onderzoekscentrum en Colonel White stuurt Scarlet en Blue naar Engeland. Aan boord van de jet herinnert Blue zicht dat Rhapsody ooit in Manchester woonde, maar Scarlet twijfelt of Manchester om die reden de “Plaats der engelen” is.
Bij het centrum vertelt Denton de Spectrumofficieren dat Chapman de enige mogelijke dader is achter de diefstal van het K14-virus. K14 is het dodelijkste virus ter wereld en kan miljoenen mensen bedreigen als het flesje waar het nu in zit wordt geopend. Terug in Cloudbase horen Scarlet en Blue dat de verdachte gezien is in New York. De twee vliegen naar New York, halen een SPV op, en volgen Chapman over de snelweg. Captain Black ziet hen via zijn verrekijker en waarschuwt de Mysteronagent dat ze gevolgd wordt. Chapman stapt uit de auto, en laat deze ongestuurd verder rijden. De auto botst tegen een boom. Scarlet en Blue vinden bij aankomst een gebroken flesje op het dashboard.
De officieren worden naar een isolatiecapsule overgebracht en teruggevlogen naar Cloudbase om te zien of ze mogelijk geïnfecteerd zijn. De test geeft een negatieve uitslag voor K14 en Colonel White beseft dat ze om de tuin zijn geleid.
Uren later komen overal uit Noord-Amerika berichten binnen over Chapman. Ze is recentelijk gezien in Los Angeles. Scarlet beseft dat Los Angeles de “plaats der engelen” is. Hij en Blue vertrekken meteen richting Californië.
Chapman rijdt richting de Colorado, waaruit White concludeert dat ze het K14-virus wil loslaten in het waterreservoir van de stad bij de Hoover Dam. Wanneer Chapman arriveert bij haar locatie arriveren Blue en Scarlet per jet. Scarlet gebruikt zijn schietstoel. Eenmaal geland bedreigt Scarlet Chapman met zijn pistool. In de confrontatie valt Chapman over de wand van de dam haar dood tegemoet. Scarlet kan het flesje met het virus nog net pakken voor het ook valt. Het is niet beschadigd, en het virus is dus niet verspreid.

## Rolverdeling

### Reguliere stemacteurs
- Captain Scarlet — Francis Matthews
- Captain Blue — Ed Bishop
- Colonel White — Donald Gray
- Lieutenant Green — Cy Grant
- Destiny Angel — Liz Morgan
- Symphony Angel — Janna Hill
- Captain Black — Donald Gray
- Stem van de Mysterons — Donald Gray

### Gastrollen
- Judith Chapman — Sylvia Anderson
- Dr. Denton — Jeremy Wilkin
- Kapitein — Martin King
- Monteur — Gary Files
- Beveiligingsagent — Gary Files
- Spectrumagent, New York — Jeremy Wilkin

## Trivia
- De tv-première van deze aflevering op BBC 2, 29 april 1994, liep 10 minuten vertraging op omdat de live-uitzending van de halve finale van het World Snooker Championship tussen Stephen Hendry en Steve Davis uitliep.
- De scripttitel van deze aflevering was “The City of Angels”.
- Het vliegtuig dat Chapman in deze aflevering gebruikt verscheen eerder als de RTL-2 jet in de Thunderbirdsaflevering “The Cham-Cham".